# Schizonycha
Schizonycha  es un género de coleópteros escarabeidos. Es el único género de la subtribu Schizonychina que contiene las siguientes especies.

## Especies seleccionadas
- Schizonycha abdicta
- Schizonycha abenaba
- Schizonycha aberrans	Gerst.
- Schizonycha abrupta
- Schizonycha abscondita
- Schizonycha abyssinica	Blanchard] 1850
- Schizonycha affinis	Boh.
- Schizonycha africana	Klug
- Schizonycha algirica	Fairmaire 1876
- Schizonycha algoa
- Schizonycha ambigua
- Schizonycha amitina
- Schizonycha amoena
- Schizonycha ampliaticollis
- Schizonycha angolana
- Schizonycha angolensis